# Поздовжня схема гвинтів

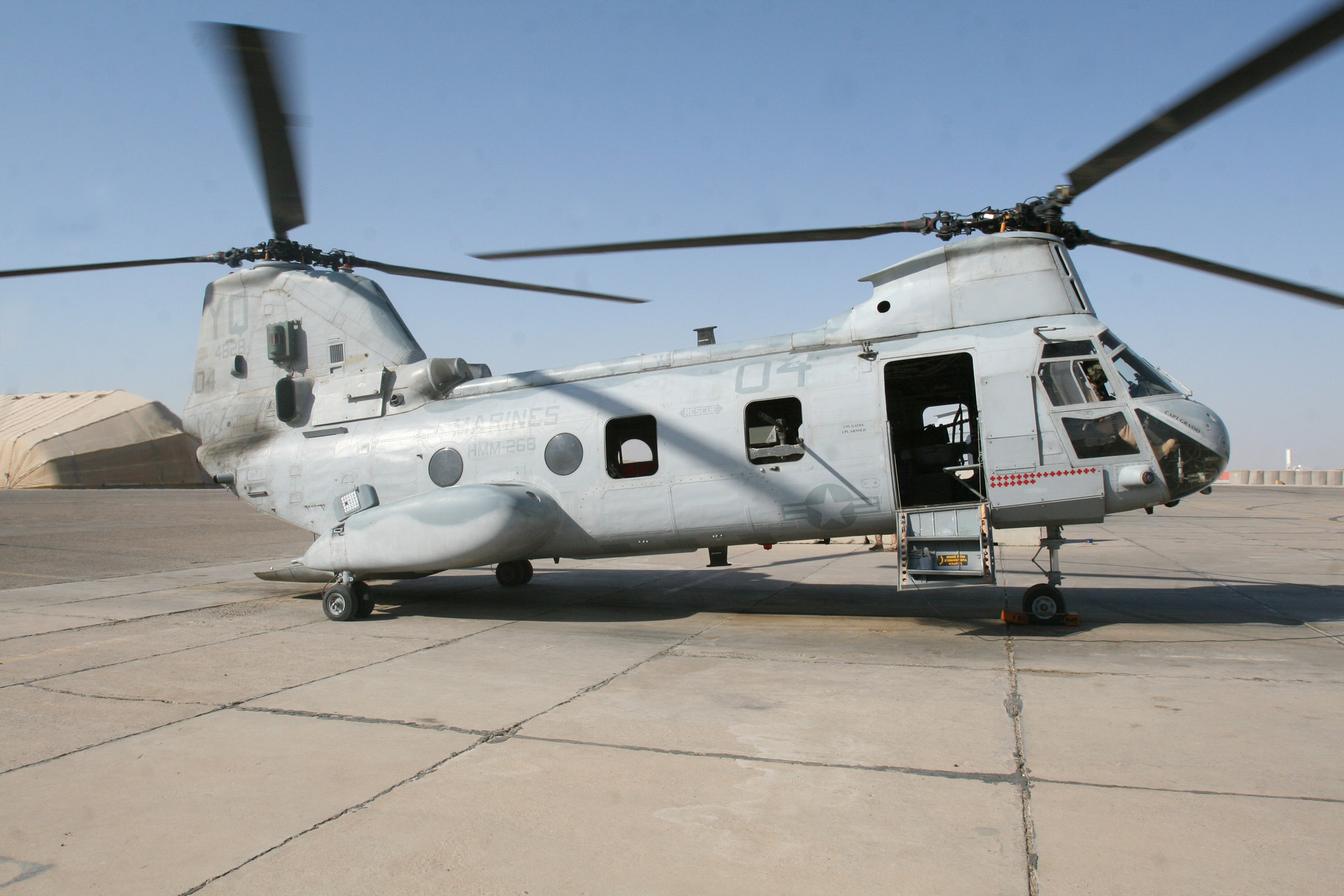
CH-46 Sea Knight

Зображення

Поздо́вжня або танде́мна схема — схема компонування гелікоптерів, яка передбачає два великих горизонтальних носійних гвинти розташованих один перед іншим. Зазвичай така конструкція використовується для великих транспортних гелікоптерів.
Гелікоптери з одним гвинтом потребують механізм для зменшення крутного моменту який створює великий гвинт.  Для цього використовують хвостові гвинти, співвісні гвинти та рідко систему NOTAR.  Гелікоптери з тандемними гвинтами мають гвинти які обертаються у протилежних напрямках, і кожний з них зменшує момент сили іншого. До того ж усю потужність двигунів можна використати для підйому, у той час, як на гелікоптерах з одним гвинтом частина потужності йде на хвостовий гвинт. Альтернативою тандемним гвинтам є співвісна схема.
Перевагами такої схеми є більший центр тяжіння і добра поздовжня стійкість. До недоліків системи слід віднести складну трансмісію і потребу у двох великих гвинтах.
Два гвинти поєднані трансмісією яка гарантує синхронізацію і запобігає ударам гвинтів один по одному навіть при збоях у роботи двигуна.
Тандемні гвинти розроблені так щоб досягти нишпорення за допомогою обертання кожного з гвинтів ліворуч і праворуч, ефективно тягнучи кінці гелікоптера у різні боки. Для досягнення тангажу, до кожного гвинта приєднано колективний важіль; зменшення підйому робиться з одного боку, а на іншому підйом збільшується, таким чином досягається рух гелікоптера вперед і назад.
Аеродинаміка тандемних гелікоптерів складна.Такі гелікоптери можуть підіймати велику вагу при не великих розмірах лопатей.   Проте, кормовий гвинт працює у аеродинамічній тіні фронтального гвинта, що зменшує його ефективність.  Цю втрату можна мінімізувати збільшивши відстань між гвинтами і шляхом підйому одного гвинта над іншим. Гелікоптери з тандемними гвинтами мають менше дискове навантаження ніж гелікоптери з одним гвинтом.[джерело?]
Такі гелікоптери потребують менше потужності для зависання і досягають низької швидкості польоту на відміну від звичайних гелікоптерів.  Обидві конфігурації потребують однакової потужності для досягнення великої швидкості польоту.

## Перелік деяких гелікоптерів з тандемними гвинтами
- HRP Rescuer (1945)
- Piasecki PV-14 (1948)
- HERC Jov-3 (1948)
- Piasecki H-21 (1949)
- McCulloch MC-4 (1951)

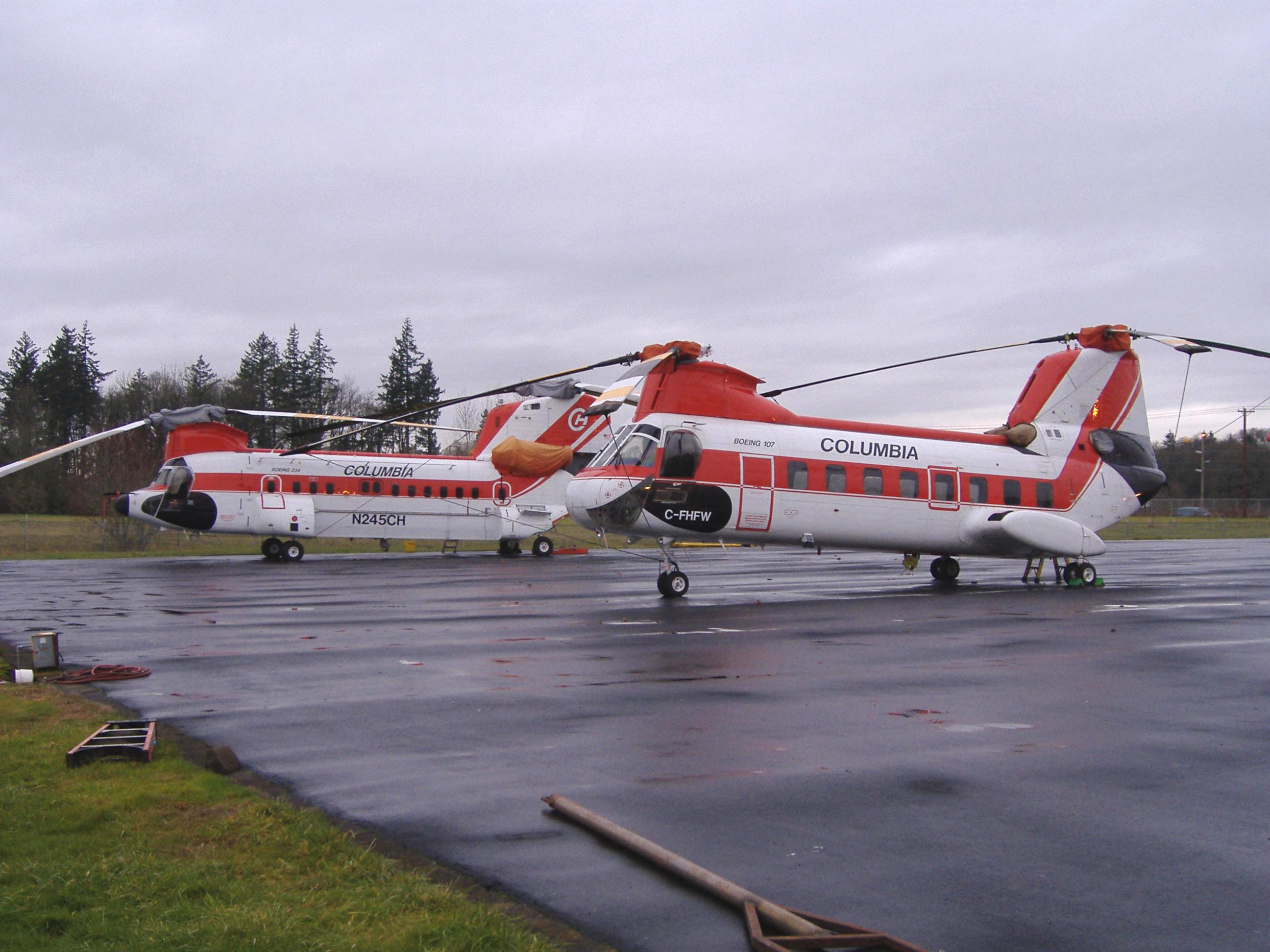
Columbia Helicopters Boeing Vertol 107-II та Boeing 234

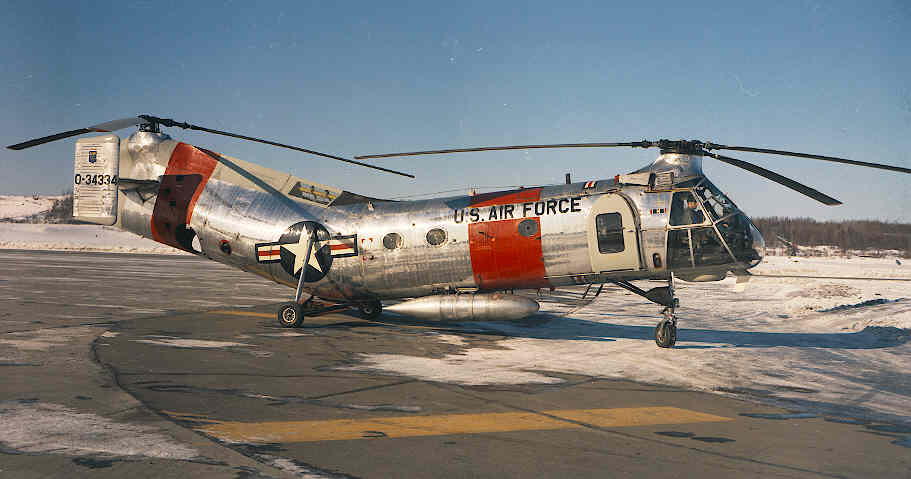
Piasecki H-21B на військовій базі Елмендорф на початку 1960-х

- Chu CJC-3, Тайванський прототип з двигуном 190HP (1952)
- Piasecki H-25/HUP Retriever (1952)
- Yakovlev Yak-24 (1952)
- Bristol Belvedere (1952)
- Piasecki H-16 (1953)
- Bell HSL (1953)
- Boeing Vertol 107-II (1958)
- CH-46 Sea Knight (1960)
- CH-47 Chinook (1961) - найбільш поширений серійний гелікоптер (побудовано приблизно 1200)
- Jovair Sedan 4A (1963)
- Filper Beta 200 (1966)
- Filper Beta 400 (1967)
- Boeing Vertol XCH-62 (1970-і - не завершено)
- Boeing Model 234 (1981)
- Boeing Model 360 (1987)